# حبيل الحلو (بلاد الطعام)

تعديل مصدري - تعديل

حبيل الحلو هي إحدى قرى عزلة بني عبد الكريم بمديرية بلاد الطعام التابعة لمحافظة ريمة، بلغ تعداد سكانها 34 نسمة حسب تعداد اليمن لعام 2004.